# Kênh 1 (Nga)
Kênh Một (tiếng Nga: Первый канал, chuyển tự: Pervyy kanal, IPA: [ˈpʲervɨj kɐˈnaɫ], dịch nghĩa: Kênh đầu tiên hoặc Kênh truyền hình 1, Tiếng Anh: Channel One Russia) là kênh truyền hình đầu tiên phát sóng ở Liên Bang Nga. Trụ sở của Kênh 1 nằm ở Trung tâm kỹ thuật Ostankino gần tháp Ostankino, Moskva.
Là Kênh đầu tiên phát sóng toàn quốc của Nga, Kênh 1 có hơn 250 triệu người xem trên toàn thế giới.
Từ năm 1995 đến 2002, kênh được gọi là Truyền hình Nga (tiếng Nga: Общественное Российское Телевидение, chuyển tự: Obshchestvennoye Rossiyskoye Televideniye, ORT) hoặc Truyền hình công cộng Nga.

## Lịch sử hình thành và phát triển
Ngày 27 tháng 12 năm 1991, do sự hình thành của CIS (Cộng đồng các quốc gia độc lập), cùng với việc chấm dứt hoạt động của các cơ quan nhà nước của Liên Xô, và cũng để đảm bảo hoạt động của truyền hình liên bang trong khối CIS, Đài Truyền hình Trung ương Liên Xô đã giải thể. Đài Phát thanh và Truyền hình Nhà nước Nga "Ostankino" được thành lập trên cơ sở kế thừa toàn bộ vật chất, bao gồm các tần số phát sóng và việc sản xuất chương trình phát thanh, truyền hình của Đài truyền hình Trung ương Liên Xô trước đây. Theo đó, kênh 1 (Chương trình 1, Первая программа ЦТ/Pervaya Programma CT) của Đài Truyền hình Trung ương Liên Xô được đổi tên thành Kênh 1 Ostankino (1 Канал Останкино/1 Kanal Ostankino).
Ban đầu, chương trình mang tính chất thông tin và nghệ thuật, chương trình hàng ngày bao gồm tin tức, khoa học phổ biến, chương trình văn hóa và giáo dục, phim tài liệu, phim truyền hình một phần và các miniseries. Tuy nhiên, do giảm chi tiêu cho truyền hình nhà nước, số lượng phát sóng và phim truyền hình do đài sản xuất đã giảm. Chúng được thay thế bởi các chương trình giải trí, được sản xuất chủ yếu bởi các công ty truyền hình tư nhân. Một vấn đề khác là sự lan truyền của quảng cáo của các hãng phim chuyên đề đã bắt đầu từ thời kỳ Đài Truyền hình Trung ương Liên Xô (ví dụ: Cơ quan Tin tức (Информационное телевизионное агентство - ИТА/Informatsionnoye televizionnoye agentstvo - ITA) của Đài có bộ phận quảng cáo riêng). Cơ quan Quảng cáo và Thương mại chính của Đài được thành lập vào tháng 5 năm 1993. Cơ quan quảng cáo của Đài truyền hình Ostankino, chỉ đặt quảng cáo giữa các chương trình. Về vấn đề này, nội dung của kênh bắt đầu thay đổi từ thông tin và nghệ thuật sang thông tin và giải trí.
Ngày 03 tháng 10 năm 1993, trong thời gian diễn ra trận đấu bóng đá giữa hai đội "Rotor" và "Spartacus" trong khuôn khổ Giải bóng đá Ngoại hạng Nga lúc 19:26 (giờ Moskva), do sự bao vây vũ trang bên ngoài Đài truyền hình Ostankino, kênh 1 và 4 Ostankino, cùng với kênh truyền hình MTK (Moskva) và TV-6, đã phải tạm dừng phát sóng. Chỉ có kênh 5 của Đài truyền hình St. Petersburg và kênh RTR vẫn được phát sóng. Trên kênh RTR, bản tin thời sự (Vesti/Вести) xuất hiện sau mỗi nửa tiếng, cũng như tiếp sóng chương trình từ kênh CNN. Vào ngày 4 tháng 10, lúc 6:30 sáng (giờ Moscow), chương trình trên kênh 1 Ostankino trở lại. Trên chương trình buổi sáng (Утро/Utro), cảnh quay về cuộc bao vây vũ trang của trung tâm truyền hình Ostankino đã được trình chiếu, cũng như phát sóng trực tiếp cuộc tấn công của Nhà Trắng.
Vào mùa thu năm 1992, OITV (Kênh Truyền hình quốc tế Ostankino) được thành lập bởi các doanh nhân người Nga ở Israel. Kênh này trình chiếu các quảng cáo bằng tiếng Nga của Israel, đôi khi kênh chặn các chương trình của Kênh 1 Ostankino. Kênh lên sóng vào mùa thu năm 1993, tiếp sóng từ một trong những phiên bản khu vực của Kênh 1 Ostankino. Một phiên bản của kênh này đã lên sóng ở chính Israel, vào đầu tháng 2 năm 1994 tại Transnistria, một thời gian ở Ukraine. Ở một số khu vực ở nước Nga, do sự gián đoạn trong việc truyền tín hiệu (theo nguồn tin khác, do các khoản nợ của Đài truyền hình Ostankino cho các trung tâm truyền hình khu vực) của kênh 1 Ostankino, các trung tâm truyền hình khu vực đã chuyển sang tiếp sóng kênh OITV từ đầu năm 1994. Có thể OITV đã ngừng phát sóng sau khi ra mắt kênh ORT, vào khoảng tháng 4 - tháng 5 năm 1995. (logo OITV đã ngừng xuất hiện trên sóng từ ngày 24 đến 26 tháng 4 năm 1995.)
Từ ngày 1 tháng 8 năm 1994, trong khung giờ nghỉ sóng của Kênh 1 (buổi chiều từ 11:20 đến 16:00 và sau 1 giờ sáng) tại Moskva và Sankt–Petersburg, một công ty truyền hình tư nhân AOZT bắt đầu phát sóng chương trình "Global Media System" (Hệ thống truyền thông toàn cầu). Chương trình này, bao gồm các bản tin 10 phút mỗi giờ, hai chương trình chiếu phim truyền hình (từ tháng 10 năm 1994 - chỉ còn một) và bất kỳ một chương trình văn hóa, giáo dục hoặc giải trí. Hầu hết tất cả các chương trình được thực hiện bởi Đài truyền hình Ostankino. Đến đầu tháng 9, các chương trình của nó đã có mặt ở mười hai thành phố khác của Nga. Tuy nhiên, tại một số quốc gia lân cận, việc phát sóng của Kênh 1 Ostankino, hoàn toàn không thực hiện được, do đặc thù của các múi giờ, ví dụ, ở Armenia thời lượng phát sóng của kênh là khoảng 6 giờ, trong khi ở các khu vực phía đông của Kazakhstan để xem chương trình của Kênh 1 Ostankino hoàn toàn không thể xem theo thời gian thông thường.
Vào ngày 3 tháng 10 năm 1994, lịch phát sóng mới của kênh đã được thông qua: các bản tin phát hành vào phút thứ 52 mỗi giờ, dừng các chương trình được phát vào thời điểm đó, thời gian của mỗi bản phát hành là 8 phút. Bản tin thời sự lúc 21 giờ, "Время" (Vremya, tạm dịch: Thời gian) không bị ảnh hưởng bởi sự thay đổi này.
Vào cuối năm 1994, các nhân viên của công ty truyền hình và phát thanh nhà nước Nga Ostankino yêu cầu để các công ty truyền hình tư nhân chia sẻ một phần thời gian phát sóng, có nghĩa là đóng cửa một số chương trình của các công ty truyền hình tư nhân. Sau đó, các công ty truyền hình tư nhân (VID, ATV, REN-TV và Klass!) thành lập Hiệp hội các nhà sản xuất truyền hình độc lập, chủ động tạo ra Đài Truyền hình đại chúng Nga (Общественное Российское Телевидение/Obshchestvennoye Rossiyskoye Televideniye, gọi tắt là ORT, chữ Kirill hoặc Latin: OPT), phần lớn cổ phần của họ sẽ thuộc về các đại diện doanh nghiệp khác nhau và ORT sẽ phát sóng trên kênh đầu tiên - kênh 1. Vào ngày 29 tháng 11 năm 1994, theo nghị định của Tổng thống Liên bang Nga, Đài Truyền hình đại chúng Nga (ORT) đã được thành lập, 51% trong số đó thuộc về nhà nước và 49% còn lại cho đại diện các doanh nghiệp tư nhân (theo đề xuất ban đầu, Công ty truyền hình tư nhân VID sở hữu 15%, Công ty truyền hình ATV, Ren-TV, RTV-Press, 20%; 20% từ ngân hàng và 20% từ nhà nước). Trong khi đó, tình hình tài chính khó khăn của Đài truyền hình Ostankino (thể hiện ở việc không thể thực hiện các hoạt động bình thường ngay cả trong trường hợp trợ cấp lớn từ ngân sách Nga; đến cuối năm 1994, công ty đã tích lũy khoản nợ cho trung tâm truyền hình 100 tỷ rúp) có thể dẫn tới việc chấm dứt phát sóng Kênh 1 Ostankino vào ngày 1 tháng 1 năm 1995, là một trong những thuận lợi cho việc tư nhân hóa Kênh truyền hình 1.
Tổng giám đốc của công ty truyền hình VID, Vladislav Listyev, được bổ nhiệm làm Tổng giám đốc đầu tiên của Đài Truyền hình đại chúng Nga (ORT); Arkady (Badri) Patarkatsishvili và Kirill Ignatyev được bổ nhiệm làm phó tổng giám đốc, và cựu Chủ tịch Đài truyền hình Ostankino - Alexander Yakovlev - được bầu giữ chức Chủ tịch Hội đồng Quản trị của ORT. Người ta cũng quyết định đưa ra một lệnh cấm quảng cáo trên Kênh 1 Ostankino, từ ngày 1 tháng 3 năm 1995. Quyết định này ngay lập tức đã gây tranh cãi. Vladislav Listyev cũng là giám đốc điều hành có thời gian tại vị ngắn nhất của ORT. Chỉ đúng một tháng sau khi được bổ nhiệm làm giám đốc đài ORT, ông bị bắn chết ngay tại lối vào nhà riêng của mình vào ngày 1 tháng 3 năm 1995, ngay khi vừa hoàn thành đợt ghi hình chương trình Giờ cao điểm (Час Пик/Chas Pik) ba tiếng trước đó. Listyev bị ám sát đúng ngày lệnh cấm quảng cáo trên có hiệu lực. Ngay ngày hôm sau, 2 tháng 3 năm 1995, cùng với kênh truyền hình 1 Ostankino, tất cả các kênh truyền hình Nga như RTR, 2x2, NTV, TV-6 (ngoại trừ kênh 5 Petersburg), đồng loạt ngừng phát sóng tất cả các chương trình (ngoại trừ tin tức), và treo bảng thông báo việc ông Vladislav Listyev bị ám sát
Sergey Blagovolin trở thành tổng giám đốc của Đài truyền hình đại chúng Nga (ORT), và Arkady Evstafiev trở thành giám đốc của Cơ quan tin tức (ИTA/ITA).
Khi Kênh 1 Ostankino dừng phát sóng, mức độ phổ biến của nó bắt đầu giảm mạnh. Các bản tin thời sự (ИТА Новости/ITA Novosti và ИТА Время/ITA Vremya) bắt đầu kém hơn về xếp hạng so với các chương trình thông tin khác, đặc biệt là Вести/Vesti (Tin tức) của RTR và Сегодня/Segodnya (Hôm nay) của NTV. Người xem không tin tưởng vào thông tin từ tiền tuyến của chiến tranh Chechnya lần thứ nhất, được phát sóng trên kênh. Chương trình chào Năm mới của kênh 1 đã thu hút một lượng khán giả chỉ bằng một nửa chương trình karaoke trên NTV. Khán giả tin tức của Kênh 1 ngày càng trở nên liên quan đến tuổi tác: đối tượng cốt lõi của nó chủ yếu là người cao tuổi với trình độ học vấn thấp và quan điểm chính trị bảo thủ.
Vào ngày 1 tháng 4 năm 1995, Kênh Truyền hình đại chúng Nga (ORT) chính thức phát sóng, thay thế Kênh 1 Ostankino. Giờ nghỉ sóng ngày không còn, chương trình của công ty truyền hình GMS biến mất. Các bản tin lên sóng với khung giờ cũ - lúc 9:00, 12:00, 15:00, 18:00 và sau nửa đêm với thời gian 20 phút. Đài truyền hình Ostankino trở thành đơn vị sản xuất chương trình cho kênh ORT. Trong những tháng đầu tiên của lệnh cấm phát sóng quảng cáo thương mại vẫn còn hiệu lực, ORT đã độc quyền phát sóng quảng cáo dịch vụ công cộng.
Ngày 6 tháng 10 năm 1995, Tổng thống Liên bang Nga, Boris Yeltsin, ký sắc lệnh giải thể Đài truyền hình Ostankino. Ngày 12 tháng 10 năm 1995, Đài truyền hình Ostankino chấm dứt hoạt động. Việc sản xuất một số chương trình, cùng với Cơ quan tin tức (ИТА/ITA), được chuyển giao cho Đài truyền hình đại chúng Nga (ORT). Tháng 3 năm 1996, Cơ quan tin tức (ИТА/ITA) bị giải thể, Ban chương trình tin tức của kênh ORT được thành lập.
Vào ngày 20 tháng 10 năm 1996, tại Ukraina, kênh ORT đã được thay thế bởi kênh Inter, nhưng cho đến năm 2002, việc phát sóng kênh Inter TV vẫn bao gồm việc tiếp sóng một số chương trình từ ORT. ORT/Kênh 1 Nga sở hữu 29% cổ phần của kênh Inter cho đến năm 2015.
Ngày 11 tháng 1 năm 1997, ORT đăng ký một tên miền cho trang web chính thức của mình trên Internet - ortv.ru. Trang web đã chính thức đi vào hoạt động vào tháng Tư năm đó.
Vào tháng 4 và tháng 10 năm 1997, Đài đã thành lập công ty sản xuất các băng video "ORT-Video" và "ORT-Records".
Từ ngày 1 tháng 7 đến ngày 30 tháng 12 năm 1997, việc phát sóng tới tất cả các khu vực của Nga, ngoại trừ Moskva và Vùng thủ đô Moskva, được thực hiện vào các ngày trong tuần với thời gian nghỉ sóng hàng ngày từ 12:15 đến 15:00 (từ ngày 3 tháng 11 năm 1997 - từ 13:00 đến 14:55). Điều này là do các khoản nợ của kênh cho các trung tâm truyền hình khu vực cho việc truyền tín hiệu phát sóng miễn phí.
Vào ngày 12 tháng 2 năm 1998, tại một cuộc họp của các cổ đông của Đài truyền hình công cộng Nga, Đài đã được chuyển đổi từ một công ty cổ phần "đóng" thành một công ty "mở".
Kể từ mùa xuân năm 1998, ORT (cùng với RTR), theo quyết định của hội đồng quản trị, đã bắt đầu từ chối hiển thị quảng cáo trên sóng vào ngày 9 tháng 5, vì tin rằng cho các cựu chiến binh và người già xem truyền hình vào ngày này, quảng cáo không phù hợp và gây phiền nhiễu (trên các kênh khác, nó tiếp tục được phát). Từ ngày 31 tháng 12 năm 2005 đến ngày 1 tháng 1 năm 2015, các đơn vị quảng cáo trên kênh cũng không được phát vào những ngày đầu tiên của năm mới (từ ngày 31 tháng 12 đến ngày 1 tháng 1). Từ ngày 31 tháng 12 năm 2015, quảng cáo không được phát sóng vào ngày 1 tháng 1 và ngày 9 tháng 5.
Vào mùa xuân năm 2000, hai đài truyền hình lớn của Nga - ORT và TV Center (ТВ Центр) - đã hết hạn giấy phép phát sóng. Giấy phép ORT đã hết hạn vào ngày 24 tháng 5 và giấy phép TVC đã hết hạn vào ngày 20 tháng 5. Bộ trưởng Báo chí lúc đó đã đề cập đến giấy phép phát sóng kênh, được cấp từ năm 1995 và có hiệu lực đến năm 2000, nhưng không chú ý đến thực tế là khi ORT đăng ký từ AOZT sang OJSC vào năm 1998, Đài đã nhận được giấy phép mới cho đến tháng 4 năm 2003. Sau đó, các kênh truyền hình đã nhận được sự cho phép tạm thời để phát sóng. Đồng thời, về tần số của các kênh truyền hình (Kênh 1 và 3 tại Moskva), cuộc thi giành giấy phép phát sóng của Bộ trưởng Báo chí Liên bang Nga Mikhail Lesin, đã được thông báo rằng ORT đã chiến thắng (đối thủ cạnh tranh duy nhất trong cuộc thi là Kênh truyền hình RTR). Tất cả 9 thành viên của Ủy ban Cạnh tranh Liên bang đã bỏ phiếu để tiếp tục phát sóng kênh ORT.
Vào ngày 27 tháng 8 năm 2000, trong một vụ hỏa hoạn tại tháp truyền hình Ostankino, kênh ORT phải tạm ngừng phát sóng và chuyển sang tần số của kênh truyền hình Stolitsa (ТВ Столица), một trong hai kênh truyền hình còn hoạt động tại thời điểm đó ở Moskva. Đến ngày 30 tháng 8 năm 2000, thành lập kênh phát sóng chung giữa ORT và RTR, trong đó các chương trình phát sóng của cả hai kênh được phát. Có cả hai logo kênh trên màn hình: RTR ở góc trên bên trái và ORT ở góc trên bên phải; bên dưới là dòng chữ: Kênh phát chung của ORT và RTR. Ở các thành phố khác, các kênh tiếp tục phát sóng riêng. Vào ngày 29 tháng 8 năm 2000, phát sóng kênh ORT thông qua dịch vụ truyền hình vệ tinh NTV-Plus.
Tên gọi Kênh Truyền hình 1 (Первый канал/Perviy Kanal) chính thức được sử dụng từ ngày 2 tháng 9 năm 2002 đến nay.
Năm 2012, Kênh Truyền hình 1 phát sóng thêm một phiên bản của kênh trên định dạng truyền hình độ nét cao chuẩn HDTV 1080i.
Năm 2018, trong khuôn khổ Giải vô địch bóng đá thế giới 2018, Kênh Truyền hình 1 phát sóng thử nghiệm truyền hình độ nét cực cao chuẩn 4K.

## Chương trình
Các chương trình nổi tiếng nhất của Kênh truyền hình số 1 bao gồm: Ai muốn là triệu phú?, Người sống sót và Xưởng sao. Đài truyền hình này cũng đã sản xuất ra nhiều bộ phim truyền hình chất lượng và có doanh thu cao như: Tuần đêm (2004), Điệp viên Thổ Nhĩ Kỳ (2005), Tuần ngày (2006),...
Đặc biệt, bộ phim Tuần đêm và phần tiếp là Tuần ngày thực sự là một tác phẩm lớn của truyền hình Nga. Bộ phim không những gây chú ý bởi những kỹ xảo điện ảnh, tính chất ma quái, các cuộc tàn sát quy mô mà còn bởi những dòng phụ đề thông minh và khéo léo tạo nên sự uyển chuyển trên màn hình cùng ý nghĩa nhân văn của nó. Ngay sau khi gây cơn sốt tại Nga, Tuần đêm đã được Fox Searchlight Pictures của Mỹ phát hành rộng rãi trên toàn thế giới.

## Tranh cãi và chỉ trích

### Tuyên truyền chính trị quá nhiều
Về mặt chính trị, kênh này tuân theo một quy trình ủng hộ chính phủ nghiêm ngặt và phổ biến thông tin tuyên truyền của Nga.
Kênh 1 trong thời đại của Tổng thống Vladimir Putin thường bị chỉ trích do cách đưa tin có tính tuyên truyền, hô hào, chỉ tập trung vào những mặt tích cực của Chính phủ mà thờ ơ với nhiều vấn đề gây tranh cãi, chẳng hạn như cuộc chiến tranh ở Chechnya hay các vấn đề xã hội khác.
Đặc biệt quan điểm chính trị của Kênh 1 thường hay bị ảnh hưởng bởi quan điểm chính trị của Chính phủ Nga. Một ví dụ là vào năm 2004, trong cuộc bầu cử tổng thống ở Ukraina, Chính phủ Nga tin vào chiến thắng của Thủ tướng đương nhiệm Ukraina, ông Viktor Yanukovych. Liền đó Kênh 1 có bài nhận định: "Thủ tướng Ukraina đang vận động tranh cử dựa trên việc giải quyết vấn đề kinh tế và xã hội, ông không hô hào khẩu hiệu, không chỉ trích đối thủ, trong khi chính sách tranh cử của ông Viktor Yushchenko hoàn toàn trái ngược".
Một ví dụ khác, vào ngày 12 tháng 2 năm 2005, một người dẫn chương trình chủ chốt của Kênh 1 đã nói trong chương trình của mình: "Câu hỏi tâm điểm của tuần là: Tổng thống Cộng hòa Gruzia là Mikheil Saakasvili và Tổng thống Ukraina là Viktor Yushchenko khác nhau ở chỗ nào? Câu trả lời là: Dường như chỉ khác nhau về vẻ ngoài mà thôi, còn lạ, họ đều rất giống những nhân vật trong bộ phim Attack of the Clones (Cuộc tấn công của những người nhân bản vô tính)".
Ngoài ra, những lời chỉ trích còn cho rằng Kênh 1 thường xuyên có những bài bình luận đã được biên tập quá kỹ chứ không giống những tin tức đơn thuần, giống như là những tin tức đã được soạn kịch bản.
Mặc dù chịu nhưng lời chỉ trích như vậy, Kênh 1 vẫn phát triển lớn mạnh và là nơi sinh ra nhiều nhà báo Nga xuất sắc như Vladimir Pozner, Ekaterina Andreeva, Petr Tolstoy, Mikhail Leontiev.

### Chất lượng phát sóng các chương trình thể thao
Hai huấn luyện viên nổi tiếng Valery Gazzaev, Yevhen Lovchev đã ghi nhận chất lượng phát sóng các chương trình thể thao trên Kênh 1 quá yếu kém, vì các chương trình phát sóng bắt đầu với độ trễ 10-15 phút và quảng cáo thường xuyên xuất hiện nhiều lần.

### Chương trình lịch sử có vấn đề
Một số bộ phim truyền hình dài tập do Kênh 1 sản xuất bị khán giả chỉ trích nặng nề vì mức độ chính xác lịch sử thấp, chẳng hạn như: Brezhnev, The Saboteur, Yesenin và Trotsky.

### Ngược đãi động vật
Vào ngày 12 tháng 1 năm 2008 trên chương trình thời sự Sức khỏe (tiếng Nga: Здоровье), về hội chứng Guillain – Barré, một con chuột bị giết dã man. Một số người xem cho biết, điều này là không thể chấp nhận được trong một chương trình có khán giả bao gồm trẻ em và nó trái với Bộ luật Hình sự của Liên bang Nga. Đặc biệt, một số người cho rằng việc xem những cảnh bạo lực và tàn ác như vậy đã ảnh hưởng không tốt đến sức khỏe, tinh thần của một số trẻ em và người lớn.

### Biên tập sai sót bản dịch
Vào ngày 20 tháng 9 năm 2009, Chương trình Vremya đã phát sóng về Tổng thống Obama, nhưng bản dịch sai sót rất nhiều. Nhiều khán giả coi Kênh 1 là một công cụ để đánh lừa người Nga.

### Ukraina cấm sóng vì bất ổn chính trị
Vào tháng 3 năm 2014, trong bối cảnh cuộc bất ổn chính trị leo thang năm 2014 ở Ukraina, sự kiện Nga sáp nhập bán đảo Krym. Kênh 1 cùng với hàng loạt kênh Rossiya 24, NTV của Nga đã bị cấm ở Ukraina vì bị cáo buộc thúc đẩy chủ nghĩa ly khai bằng những thông tin thiên vị chính phủ Nga.

### Thông tin sai lệch
Vào năm 2014, trong Chiến tranh Donbass, Kênh 1 đã phát sóng bản tin với một báo cáo tuyên bố rằng quân đội Ukraina bị cáo buộc đã tra tấn và đóng đinh một đứa trẻ 3 tuổi tại quảng trường công cộng ở Sloviansk. Vụ việc sẽ trở thành một thông tin sai lệch bịa đặt.
Vào năm 2016, Kênh 1 tuyên bố rằng Lisa F., 13 tuổi, người Đức gốc Nga, đã bị những người di cư bắt cóc và hãm hiếp. Sau khi điều tra, cảnh sát Đức sẽ kết luận không có vụ bắt cóc hay cưỡng hiếp.
Tháng 2 năm 2018, Kênh 1 bị khán giả chỉ trích vì đã phát các cảnh trong trò chơi máy tính ArmA, tuyên bố rằng đây là cảnh chiến đấu của lực lượng Nga ở Syria.
Vào tháng 11 năm 2018, nhân kỷ niệm 5 năm phong trào Euromaidan, Kênh 1 đã phát sóng một chương trình về một người Ukraine thất vọng hối hận vì đã tham gia biểu tình. Các blogger Nga tiết lộ người đàn ông này là một diễn viên người Belarus chưa bao giờ tham gia phong trào Euromaidan. Buổi biểu diễn được ghi hình ở Minsk (thủ đô của Belarus) chứ không phải ở Kryvyi Rih như đã tuyên bố. Kênh 1 khẳng định, đài truyền hình đã bị lừa dối trong quá trình quay phim. Nam diễn viên cho biết anh cảm thấy xấu hổ khi làm việc trong chương trình.

### Belarus tịch thu giấy phép phát sóng truyền hình
Vào tháng 5 năm 2020, sau một số tài liệu về sự bùng phát của Đại dịch COVID-19 tại Belarus, Bộ Ngoại giao Belarus đã tịch thu giấy phép phát sóng của Kênh 1, vì lý do tuyên bố những cáo buộc về sự lây lan của dịch bệnh là dối trá và không đáng tin cậy.

### Estonia cấm sóng vĩnh viễn
Sau khi tổng thống Vladimir Putin đã đọc bài phát biểu trên truyền hình hôm 21 tháng 2 và Nga đã bắt đầu tấn công Ukraina hôm 24 tháng 2, cơ quan quản lý kỹ thuật và bảo vệ người tiêu dùng Estonia (TTJA) đã ra lệnh cho các công ty viễn thông ngừng phát sóng vĩnh viễn Kênh 1.
Lý do lệnh này là kênh tuyên truyền kích động bạo lực vi phạm pháp luật, gây tổn hại đến an ninh xã hội (bao gồm cả an ninh nội bộ của nhà nước), gây nguy hiểm cho an ninh quốc gia và các nước láng giềng châu Âu.

### Bị Liên hiệp Phát sóng châu Âu đình chỉ hoạt động
Ngày 25 tháng 2 năm 2022, vì sự kiện Cuộc tấn công của Nga vào Ukraina 2022, Liên hiệp Phát sóng châu Âu đã cấm Nga tham gia Cuộc thi Eurovision Song Contest 2022.
Ngoài ra, một số đài truyền hình công cộng ở châu Âu đã yêu cầu Liên hiệp Phát sóng châu Âu đình chỉ tất cả các đài phát thanh và truyền hình của Nga vào ngày 28 tháng 2. Tuy nhiên, chính các đài phát thanh và truyền hình của Nga (VGTRK, Kênh 1 và Radio Domo Ostankino) đã rời khỏi Liên hiệp Phát sóng châu Âu hai ngày trước đó.

### Chính phủ Ba Lan cấm sóng trên toàn quốc
Ngày 4 tháng 3 năm 2022, Hội đồng Phát thanh Truyền hình Quốc gia Ba Lan đã thông qua nghị quyết xoá các kênh truyền hình của Nga và Belarus khỏi Sổ đăng ký các chương trình truyền hình được phân phối độc quyền trong hệ thống Công nghệ thông tin và truyền thông. Đồng thời cũng cấm sóng tại quốc gia này. Lệnh này có hiệu lực vĩnh viễn.
Lý do xóa khỏi danh sách đăng ký là nội dung đăng tải trên truyền hình có nguy cơ đe dọa đến an ninh và quốc phòng của nhà nước.

### Tin tặc chiếm quyền điều hành phát sóng
Ngày 8 tháng 3 năm 2022, Kênh 1 bị tin tặc Anonymous điều khiển phát sóng, phát những cảnh quay về chiến sự Ukraina. Sau khi đoạn phim kết thúc, một thông điệp ở cuối kêu gọi chống chiến dịch quân sự tại Ukraine.
Các nền tảng phát trực tuyến và các kênh truyền hình hiện đã phát sóng trở lại. Đây không phải là vụ tấn công bằng tin tặc đầu tiên vào các cơ quan truyền thông của Nga. Tuần trước, Anonymous tuyên bố đã tấn công một số phương tiện truyền thông của Nga, bao gồm cả hãng thông tấn nhà nước TASS, Kommersant, Izvestia, Fontanka, Forbes và RBK

### Biên tập viên xông vào phản đối Cuộc tấn công của Nga vào Ukraina 2022
Vào ngày 14 tháng 3 năm 2022, Marina Ovsyannikova, một biên tập viên của Kênh 1 đã cắt ngang buổi phát sóng trực tiếp của đài truyền hình nhà nước để phản đối Nga xâm lược vào Ukraine, mang theo một tấm áp phích lớn xen giữa tiếng Nga và tiếng Anh: "Hãy chấm dứt chiến tranh, đừng tin vào lời tuyên truyền, họ đang bị dối trá".

### Albania ngừng phát sóng vô thời hạn
Hội đồng Quốc gia Albania cho biết, đã ra lệnh ngừng phát sóng vô hiệu lực kênh truyền thông của Nga (trong đó có Kênh 1) trên tất cả các nền tảng kỹ thuật số. Ngoài ra, cơ quan quản lý AMA đã thông báo công khai cho giới chức thanh tra truyền thông Albania về các quy tắc phải thận trọng khi sử dụng thông tin liên quan đến nước Nga.

### Hoa Kỳ trừng phạt
Ngày 8 tháng 5 năm 2022, Văn phòng Kiểm soát Tài sản Nước ngoài của Bộ Ngân khố Hoa Kỳ đã áp đặt các biện pháp trừng phạt đối với Kênh 1 theo Lệnh hành pháp 14024 vì thuộc sở hữu, kiểm soát, có ý định hành động, thay mặt cho trực tiếp hoặc gián tiếp với Chính phủ Nga.

### Gói trừng phạt thứ 9 do EU ban hành
Trong bối cảnh Nga xâm lược Ukraina 2022, ngày 16 tháng 12 năm 2022, Liên minh châu Âu đã ban hành gói trừng phạt thứ 9 tới Nga, lệnh này bao gồm tất cả các kênh truyền thông do chính phủ Nga tài trợ, đồng thời tước giấy phép và cấm sóng trên toàn châu Âu.